# Retirante

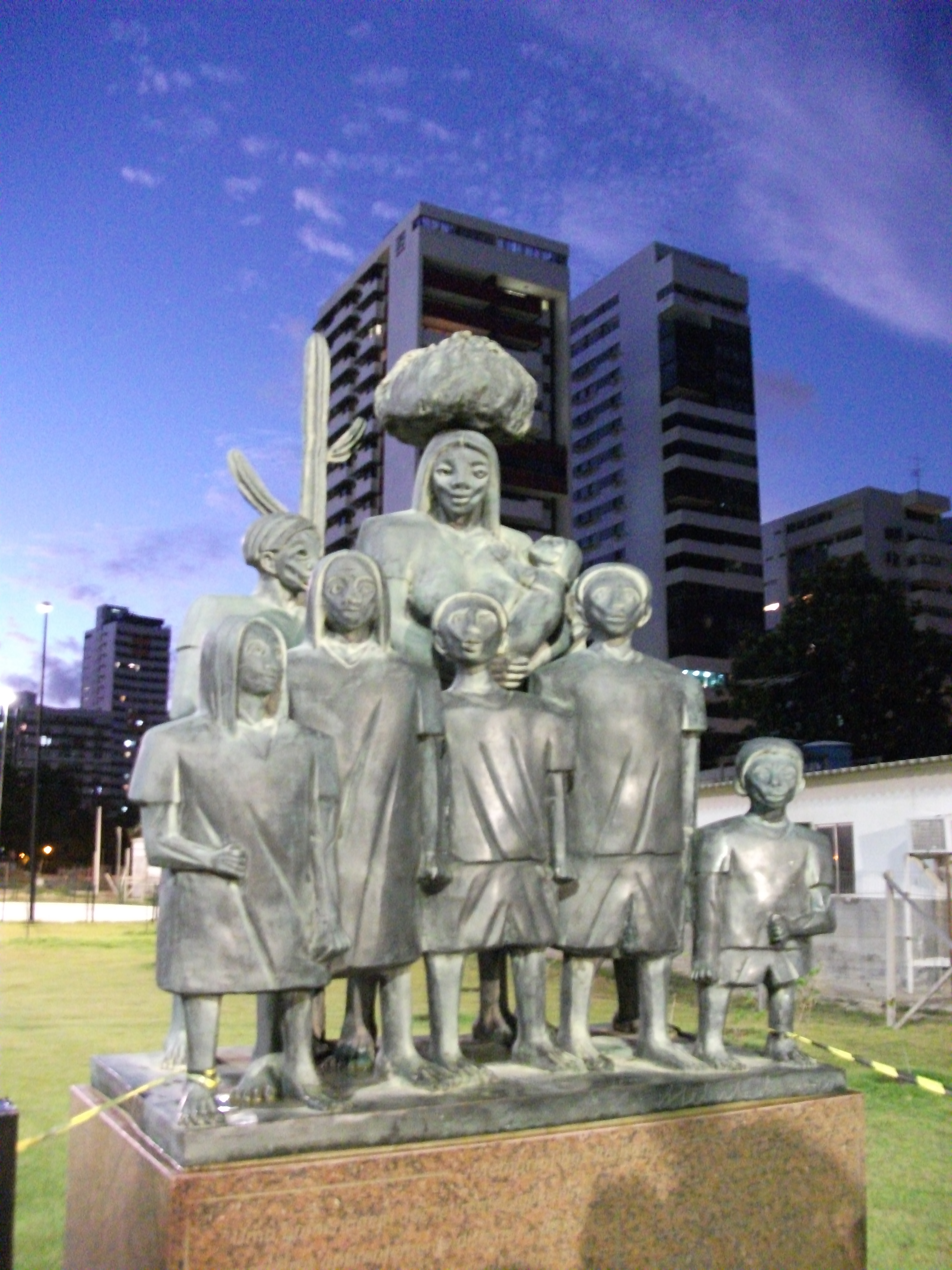
Monumento ao retirante «Dona Lindu», obra do artista plástico Abelardo da Hora em Recife.

Retirante é o termo que se refere à pessoa ou grupo que abandona a sua terra por causa da seca e da miséria em busca de uma localidade que lhe dê melhores condições de vida. Foi amplamente usado no Brasil para se referir a nordestinos que migravam para as grandes cidades do Sul–Sudeste brasileiro, fugindo das secas. Pejorativamente, o retirante é denominado «pau de arara».
A condição de retirante é uma das três categorias importantes que, na literatura do Ciclo de Secas, do sertão brasileiro, ou mais especificamente, da seca, impõe-se à população do Nordeste brasileiro. As outras duas posições são a do cangaceiro e a do beato, como descrito no Pequeno dicionário de literatura brasileira:
A seca, porém, impõe três posições importantes: o homem se lança ao crime e se torna cangaceiro; emigra pacificamente e é chamado retirante; ou então procura, em práticas supersticiosas, aplacar a fúria de Deus e se transforma em beato — sai pregando ou seguindo um pregador rústico, a fazer sacrifícios, autoflagelando-se e acaba matando ou roubando em nome de Deus.— Pequeno dicionário de literatura brasileira
Os retirantes provêm de classes sociais menos favorecidas e procediam principalmente do interior do Nordeste, região do polígono das secas.